# Plaza Jackson
La Plaza Jackson (en inglés: Jackson Square) se encuentra en la ciudad de Nueva Orleans, Luisiana, Estados Unidos, en el centro del barrio francés.
Es la plaza mayor de Nueva Orleans, en la que constituyó el único espacio público abierto concebido como tal. Su ubicación y trazado, transgredieron en gran parte las disposiciones de las leyes de Indias.
Fue declarada Hito Histórico Nacional en 1960, por su papel central en la historia de la ciudad, y como el sitio donde en 1803 Luisiana se convirtió en territorio de los Estados Unidos con la compra de Luisiana. En 2012, la Asociación Estadounidense de Planificación designó a la plaza Jackson como uno de los grandes espacios públicos de los Estados Unidos. Es uno de los lugares con mayor movimiento de turistas y espacios culturales en toda la ciudad de Nuevo Orleans.

## Historia
La plaza de armas fue el escenario para la ejecución pública de los criminales y los esclavos rebeldes durante los siglos XVIII y XIX. Después de la sublevación de la Costa Alemana de 1811, tres esclavos fueron ahorcados aquí. Las cabezas de algunos de los rebeldes ejecutados fueron colocadas en las puertas de la ciudad. 
El asta de la bandera, que simboliza las transferencias ceremoniales de 1803 de España a Francia y luego de Francia a los Estados Unidos, refleja la rica historia de Luisiana. Durante la década de los 1930s, la Works Progress Administration (WPA) volvió a pintar las fachadas, renovó los edificios y mejoró el paisaje dentro y alrededor del parque.
En 1971, se creó la zona peatonal, en las proximidades de la plaza Jackson, cuando tres calles de los alrededores fueron cerradas al tráfico vehicular - Chartres, San Pedro y Santa Ana.
Cada año, la plaza alberga el Festival del Barrio Francés y Caroling. De vez en cuando, se dan conciertos formales en el parque.

## Entorno
La plaza Jackson se encuentra rodeada de edificios de relevancia histórica y cultural. Entre ellos se encuentra la catedral de San Luis, sede de la Arquidiócesis de Nueva Orleans, el cabildo, la casa curial y los Edificios Pontalba. 
Además, a unos pasos de la plaza se encuentra la calle de Borbón que recorre el centro de la ciudad.

## Galería

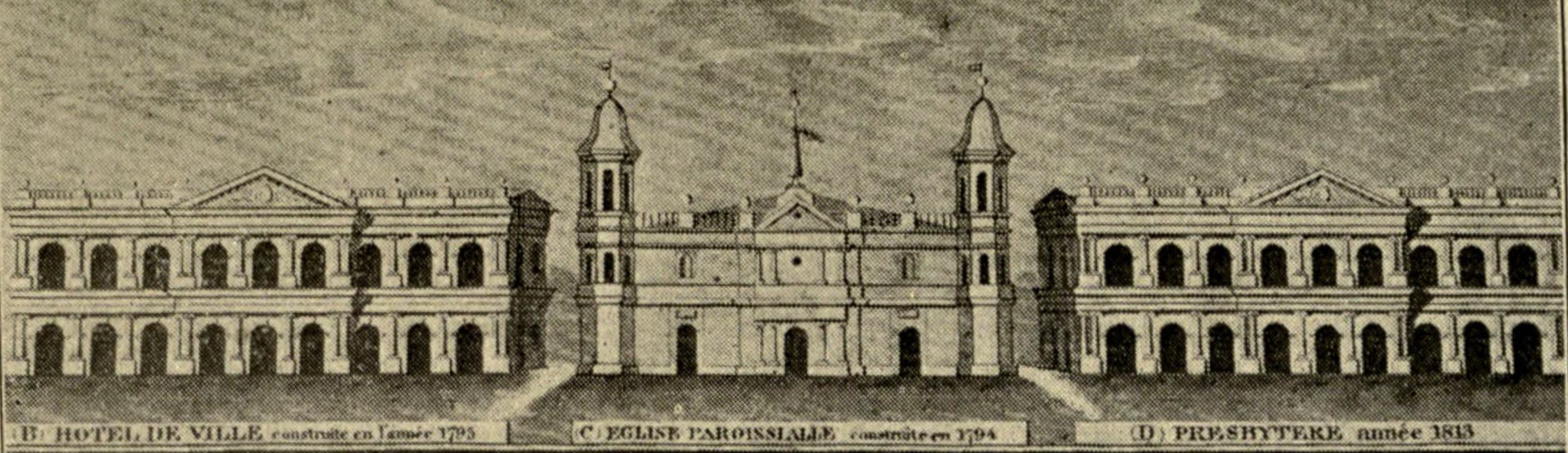
La plaza de armas en 1815.
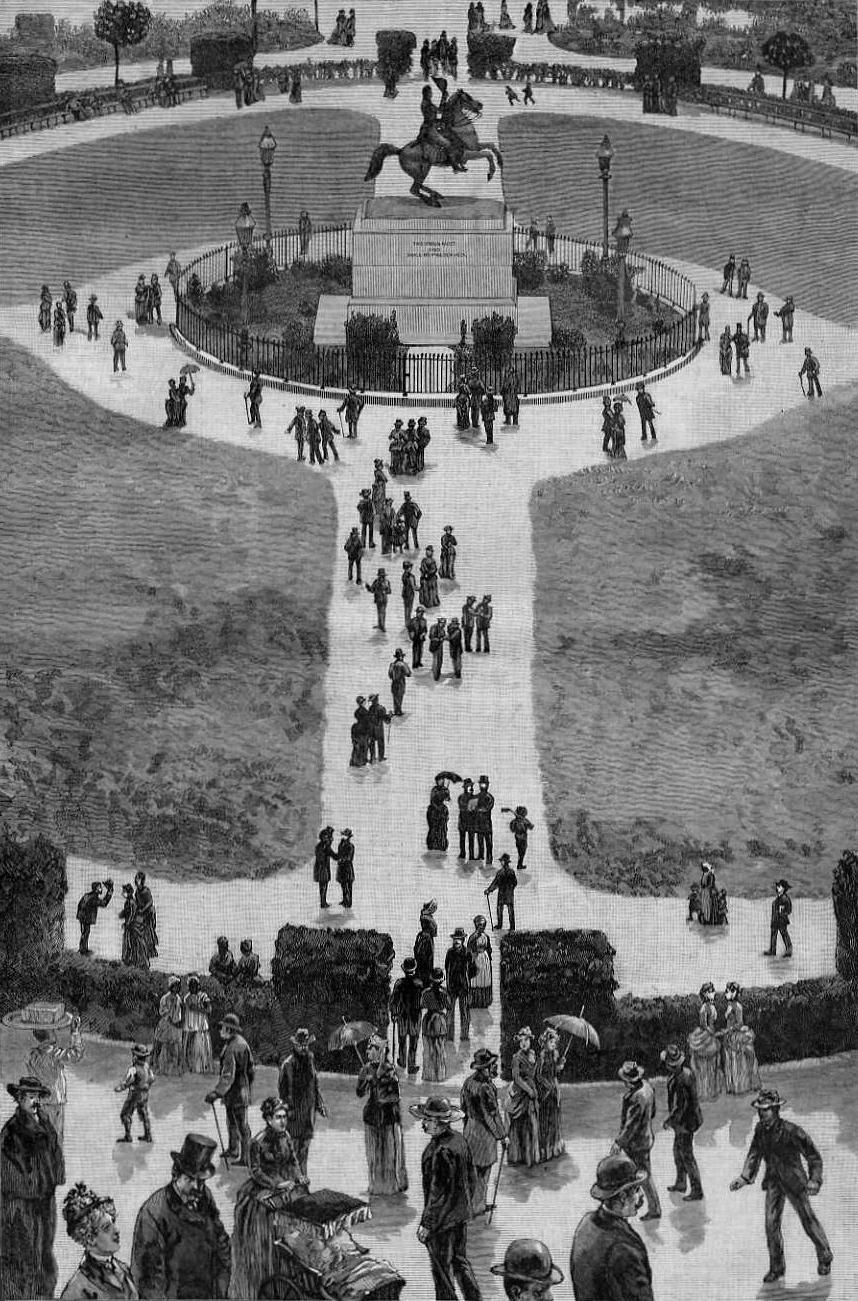
La plaza Jackson en 1855.
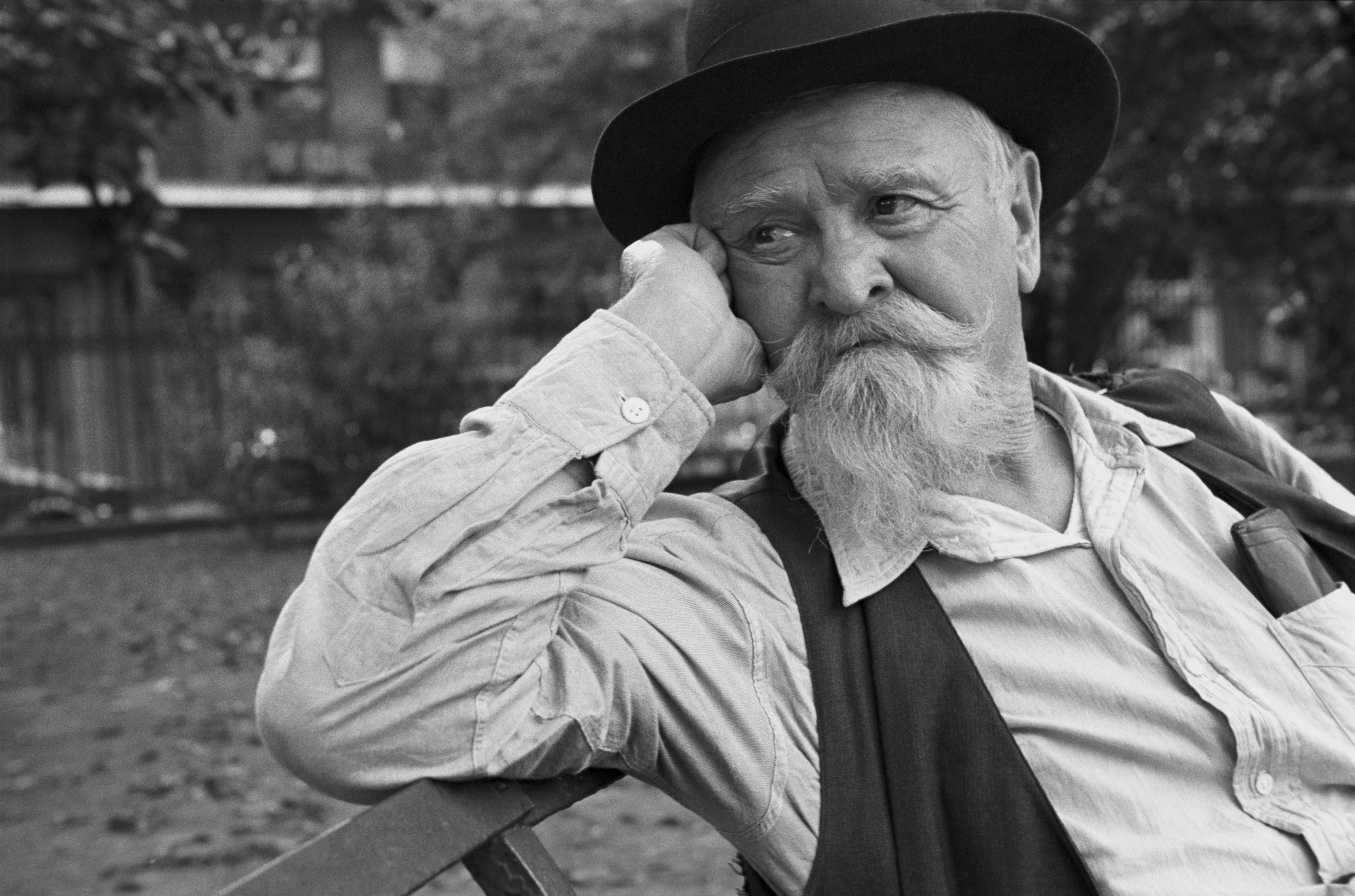
Fotografía de un residente local, tomada en la plaza por Ben Shahn en 1935.
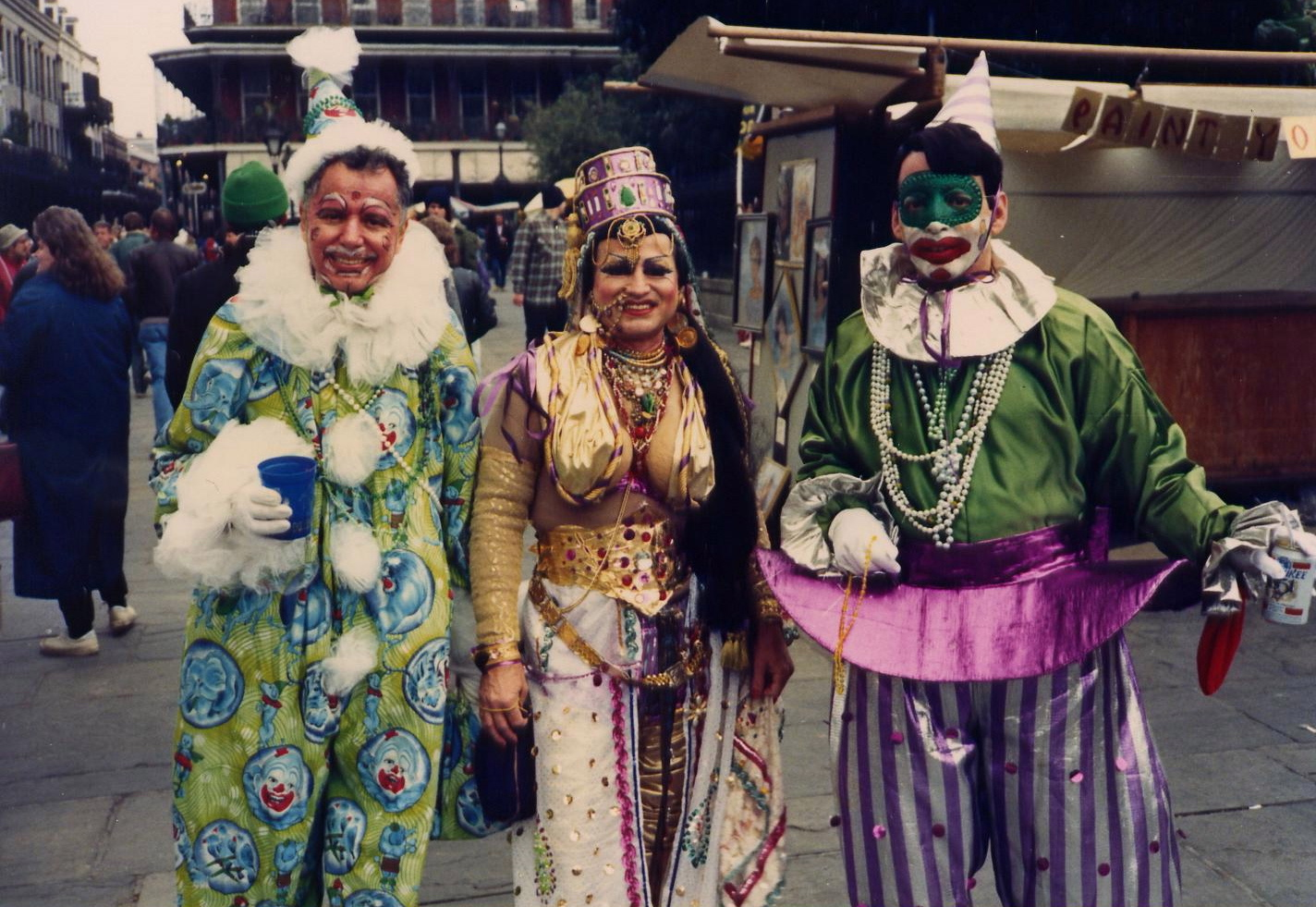
Juerguistas de Martes de Carnaval en la plaza Jackson en 1989.
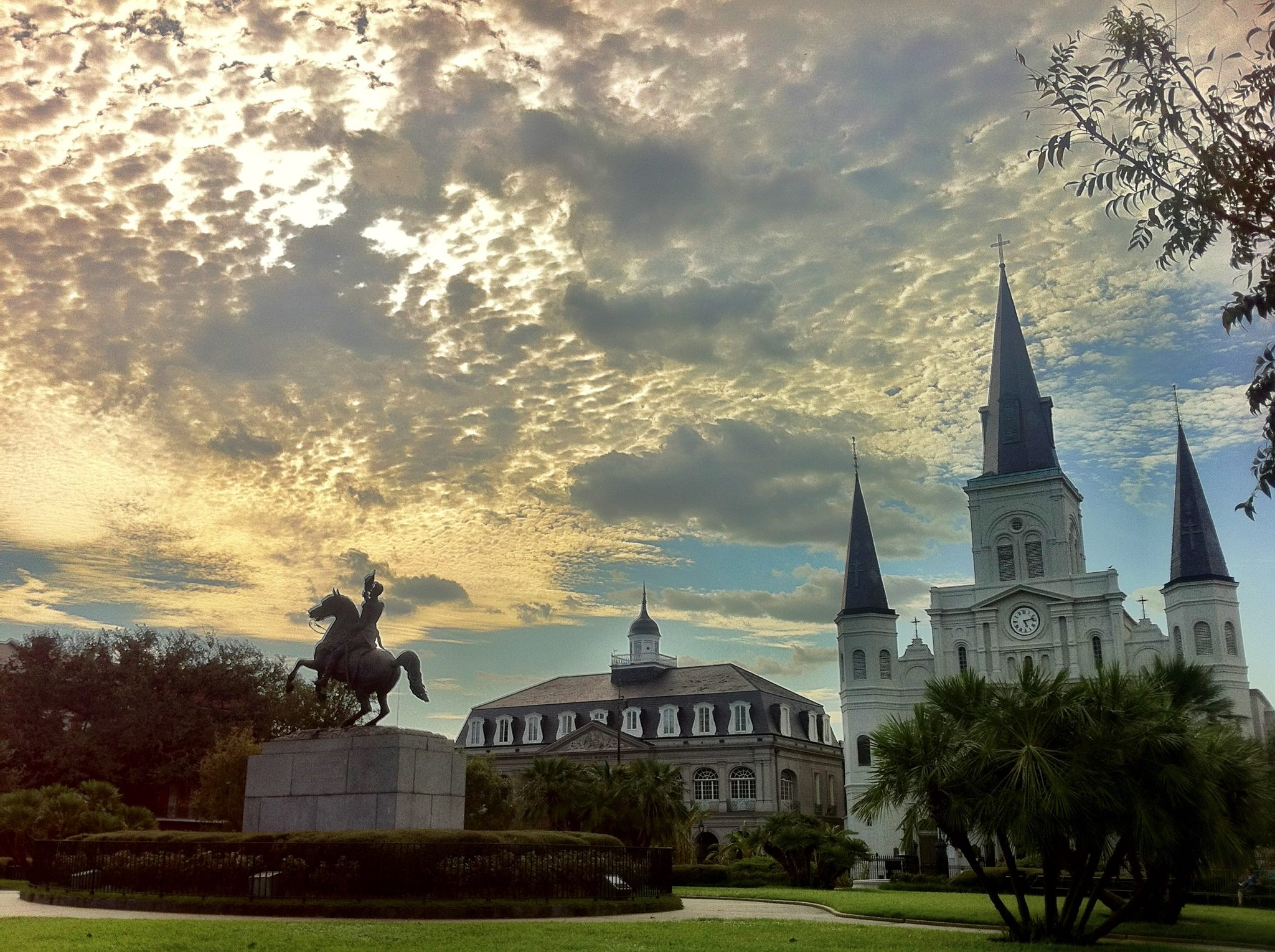
La plaza Jackson en 2012.
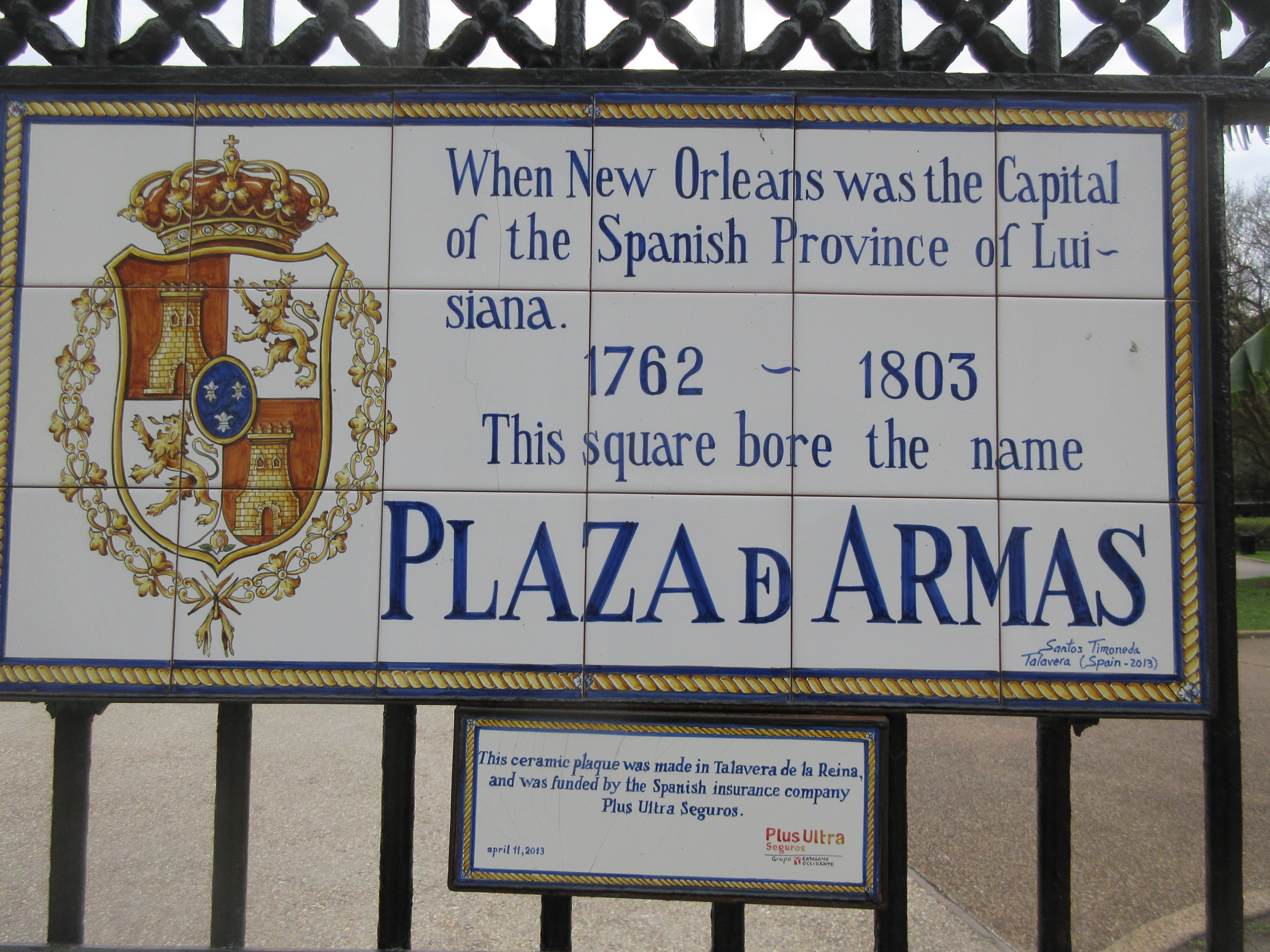
Placa que indica su antiguo nombre.
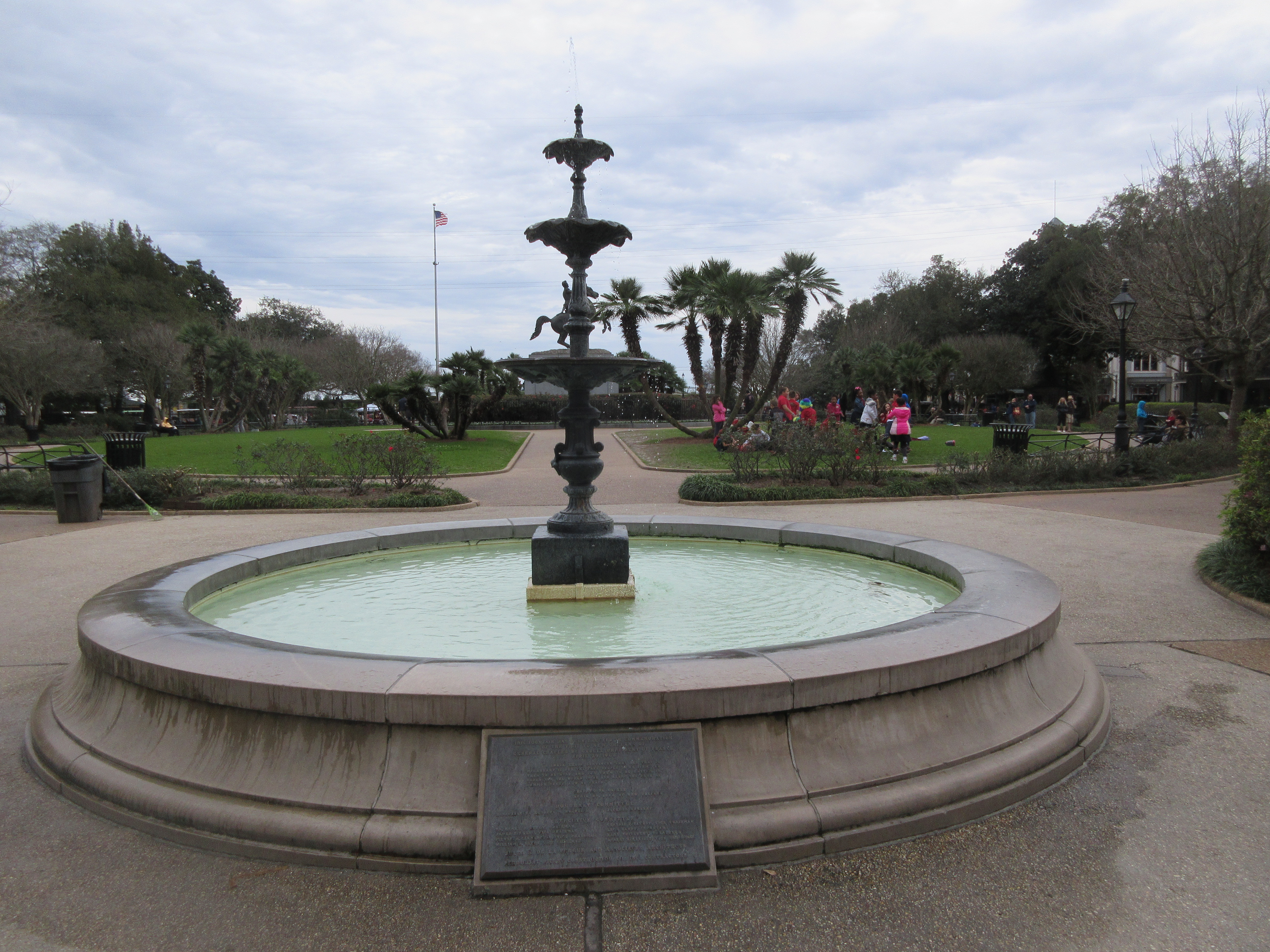
Fuente construida en 1960 para conmemorar la visita de Charles de Gaulle.